# San Gabriel de la Chinantla
San Gabriel de la Chinantla är en ort i Mexiko.   Den ligger i kommunen Santiago Sochiapan och delstaten Veracruz, i den sydöstra delen av landet, 400 km sydost om huvudstaden Mexico City. San Gabriel de la Chinantla ligger 104 meter över havet och antalet invånare är 474.
Terrängen runt San Gabriel de la Chinantla är platt åt nordost, men åt sydväst är den kuperad. Runt San Gabriel de la Chinantla är det ganska glesbefolkat, med 23 invånare per kvadratkilometer. Närmaste större samhälle är San José Río Manzo, 11,5 km nordväst om San Gabriel de la Chinantla. Omgivningarna runt San Gabriel de la Chinantla är en mosaik av jordbruksmark och naturlig växtlighet.